# Trematopygus rufator
Trematopygus rufator là một loài tò vò trong họ Ichneumonidae.